# Icla
Icla ist eine Ortschaft im Departamento Chuquisaca im südamerikanischen Andenstaat Bolivien.

## Lage
Icla ist der zentrale Ort des Municipios Icla in der Provinz Jaime Zudáñez. Die Ortschaft liegt auf einer Höhe von 2373 m an der Mündung des Río Jatun Mayu in den Río Icla, 16 km bevor dieser in den Río Pilcomayo mündet, der zum Flusssystem des Río Paraná und des Río de la Plata gehört.

## Geographie
Icla liegt im südlichen Teil der Gebirgskette der Cordillera Central im Übergangsbereich zum bolivianischen Tiefland. Die Region weist ein typisches Tageszeitenklima auf, bei dem die Temperaturschwankungen im Tagesverlauf stärker ausfallen als die durchschnittlichen Temperaturschwankungen im Jahresverlauf.
Die mittlere Durchschnittstemperatur von Icla liegt bei etwa 18 °C (siehe Klimadiagramm Icla), sie liegt bei milden 15 °C im Juni und Juli und erreicht etwa 20 °C von Oktober bis März. Der Jahresniederschlag beträgt knapp 600 mm, bei einer ausgeprägten Trockenzeit von Mai bis August mit Monatsniederschlägen unter 10 mm, und einer Feuchtezeit von Dezember bis Februar mit 100 bis 120 mm Monatsniederschlag.

## Verkehrsnetz
Icla liegt in einer Entfernung von 100 Straßenkilometern südöstlich von Sucre, der Hauptstadt Boliviens und des Departamentos.
Von Sucre aus führt die 976 Kilometer lange Nationalstraße Ruta 6 nach Osten, die Sucre mit dem bolivianischen Tiefland und der dortigen Millionenstadt Santa Cruz verbindet, und erreicht die Stadt Tarabuco nach 67 Kilometern. Von Tarabuco aus führt dann eine Höhenstraße nach Süden bis zu der Ortschaft Icla.

## Bevölkerung
Die Einwohnerzahl der Ortschaft ist in den vergangenen beiden Jahrzehnten auf mehr als das Doppelte angestiegen:
| Jahr | Einwohner | Quelle       |
| ---- | --------- | ------------ |
| 1992 | 199       | Volkszählung |
| 2001 | 417       | Volkszählung |
| 2012 | 505       | Volkszählung |
| 2024 |           | Volkszählung |

Die Region weist einen hohen Anteil an Quechua-Bevölkerung auf, im Municipio Icla sprechen 98,6 Prozent der Bevölkerung Quechua. Die Lebenserwartung der Neugeborenen in dem Municipio lag bei 56,0 Jahren, die Säuglingssterblichkeit ist von 9,2 Prozent (1992) auf 9,7 Prozent im Jahr 2001 leicht angestiegen.

## Tourismus
Der "Cañón de Icla", der direkt südlich der Ortschaft beginnt und vom Río Icla durchflossen wird, ist ein beliebtes Touristenziel. Er hat eine Länge von etwa 6 km und schneidet sich teilweise mehr als 200 m in die Hochfläche ein.
Eine weitere Sehenswürdigkeit der Region sind Dinosaurier-Spuren, die laut der Nachrichtenagentur Reuters mit einem Alter von 140 Millionen Jahren die ältesten bisher entdeckten Fußspuren dieser Spezies in Bolivien sind. Die Spuren lassen sich nach Aussage des argentinischen Paläontologen Sebastian Apesteguia drei verschiedenen Dinosaurier-Arten zuordnen, darunter auch einem Ankylosaurus, von dem es bisher auf der gesamten Südhalbkugel noch keine so alten Fußabdrücke gegeben hat.